# 디오 카시우스

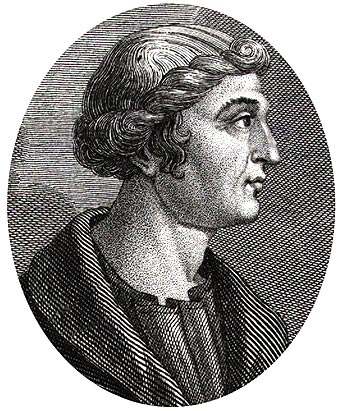
카시우스 디오

디오 카시우스(고대 그리스어: Δίων ὁ Κάσσιος, 155년에서 163년/164년사이~ 229년 이후), 혹은 카시우스 디오, 카시우스 디오 코케이아누스(Cassius Dio Cocceianus)는 로마 제국 시기의 역사가이자 정치가이다. 디오 카시우스는 아이네이아스가 이탈리아에 도착한 시기부터, 로마의 건국 이후 서기 229년까지를 다룬 80권으로 구성된 《로마사》를 편찬하였다. 이 책은 22년간에 걸쳐 쓰였으며, 현대 로마사 연구자들에게 좋은 사료이다.

## 디오 카시우스의 로마사
디오 카시우스의 저서 가운데서도 손꼽히는 것은 22년에 걸쳐 집필한 전80권의 《로마사》(Ῥωμαϊκὴ Ἱστορία, Historia Romana)이다. 이 책은 아이네아스의 이탈리아반도 상륙(기원전 1200년경으로 여겨짐)에서 시작해 황제(임페라토르) 알렉산더 세베루스의 시대까지의 1400년간(부디카 여왕의 반란을 기록한 로마 시대의 몇 안 되는 자료이기도 하다)의 사건을 기록하고 있다. 다만 기원전 1세기까지의 공화정 로마의 역사에 대해서는 중요한 이야기만을 적었고, 그 이후의 제정(원수정) 시대부터 그의 기술은 본격적으로 시작된다. 특히 같은 시기 역사인 제정 중기에 대해서는 특별히 상세한 기록을 남겼다. 황제(임페라토르)들과 직접 연결되어 있는 입장이었던 디오 카시우스 본인으로써는 당대 정치의 실상을 소개해 주는 1급 사료를 남긴 셈이다.
오늘날 남은 로마사는 초반부 36권이 흩어져 사라지고 없는 상태이며, 잔편만이 남아 있다. 그 가운데서도 미트라다테스 6세와의 전쟁을 묘사한 제35권과 그나이우스 폼페이우스의 지중해 해적 토벌을 그린 제36권은 그나마 일부분이 남아 있고, 폼페이우스의 대두와 제3차 미트라다테스 전쟁, 마르쿠스 빕사니우스 아그리파의 죽음까지를 다루고 있는 37권～54권까지는 거의 완전히 남아 있다. 이어 제55권은 상당 부분이 흩어져 버렸지만 56권에서 토이토부르크 숲 전투에서 황제(임페라토르) 클라우디우스의 죽음(54년)까지를 다루고 있는 56권～60권은 현존하고 있다. 그리고 이후의 알렉산더 세베루스의 황제(임페라토르) 즉위까지의 61권～80권은 11세기의 수도사 크시필리누스가 남긴 요약만이 남아 있다. 크시필리누스는 35권에서 80권까지의 요약을 동로마(비잔틴) 황제(바실레이오스) 미카일 7세 두카스의 명으로 편찬하였으나, 원저에서 꽤 누락된 내용이 있다.
남아 있지 않은 초반부 36권에 대해서는 여러 가지 방법으로 단편 수집이나 수색이 이루어졌고 이는 다음과 같은 네 가지의 문헌으로 정리되어 있다.
- 프라그멘타 발레시아나(Fragmenta Valesiana)
  - 여러 가지 서적에서 인용 부분을 모은 것. 근세의 역사가 헨리 바로아가 집필하였다.
- 프라그멘타 페이레스키아나(Fragmenta Peiresciana)
  - 동로마(비잔틴) 황제(바실레이오스) 콘스탄티노스 7세에 의해 수집된 단편의 총칭.
- 프라그멘타 우르시니아나(Fragmenta Ursiniana)
  - 궁전에서 불타버린 프라그멘타 페이레스키아나의 일부. 시칠리아 섬에서 발견되었다.
- 엑셉타 바티카나(Excerpta Vaticana)
  - 로마 카톨릭 교회에서 발견된 단편. 61권에서 80권의 부분도 포함하고 있다.

디오 카시우스는 고대 그리스의 역사가 투키디데스를 모본 삼아 자신의 로마사 집필에 나섰지만, 각색이나 논법의 정확함, 시점의 견실함 측면에서는 오히려 투키디데스에 비해 충실하지 못했다는 평가를 받고 있다. 또한 그의 그리스어 사용은 대체로 정확했지만, 라틴어 용어 또한 자주 등장한다.

## 같이 보기
- 타키투스
- 세베루스 왕조